# Wesley Kimmel
Wesley James Jack Kimmel (* 15. Dezember 2009 in Los Angeles, Kalifornien) ist ein US-amerikanischer Schauspieler und Synchronsprecher.

## Leben und Wirken
Wesley Kimmel wurde am 15. Dezember 2009 als Sohn des Filmschaffenden Jonathan Kimmel und dessen Ehefrau Carly Kimmel (geborene Hirsch) in Los Angeles geboren. Seine jüngere Schwester Trixie (* 2012) ist ebenfalls im Schauspielbereich aktiv. Sein Onkel ist der Talkshow-Moderator, Comedian und Produzent Jimmy Kimmel. Bereits in jungen Jahren wurde er als Model für Print- und Fernsehwerbung engagiert und war dabei in Werbekampagnen von Disney, Bank of America, Sleep Number Mattress, Pedigree Dogfood, Vans, Nature’s Choice oder BMW zu sehen. Für den Werbespot von Nature’s Choice arbeitete er mit einem Lehrer für American Sign Language und nutzte die dabei erlangten Fähigkeiten, um die Rolle des Tusken-Kindes in der Star-Wars-Verfilmung Das Buch von Boba Fett zu bekommen, da die Produzenten des Films nach einem Kind suchten, das die Gebärdensprache beherrschte und über eine gute Körpersprache verfügte.
Sein Debüt in Film und Fernsehen gab er bereits im Mai 2013 in einem Segment der Late-Night-Talkshow seines Onkels, in dem er in die Rolle des Baby Bachelor schlüpfte. In dieser Rolle war er in den folgenden Jahren immer wieder zu sehen; so auch im 2016 ausgestrahlten Segment The Baby Bacholerette. 2014 war er in Jimmy Kimmel Live! auch als Mini Harry Styles zu sehen. In den Jahren danach wurde es weitestgehend ruhig um Wesley Kimmel, der erst wieder um das Jahr 2019 als Schauspieler in Film und Fernsehen in Erscheinung trat. In Vogelfrei, der 16. Episode der ersten Staffel von The Rookie, war Kimmel im Jahr 2019 in der Rolle des Jake zu sehen. Im selben Jahr wirkte er in einer kleinen Rolle in Die Geldwäscherei mit und spielte erstmals in der Sketch-Comedy-Serie Crank Yankers – Falsch verbunden! mit und lieh demselben Charakter im Jahr 2021 ein weiteres Mal seine Stimme. Zu einer wiederkehrenden Rolle als Tim brachte er es in der dritten Staffel von Good Girls, in der er in vier verschiedenen Episoden mitwirkte, gefolgt von Auftritten in zwei Episoden der nur kurzlebigen Comedy-Fernsehserie Sneakerheads. Ebenfalls im Jahr 2020 war er in den Kurzfilmen The Negotiation und Jelly Bean zu sehen. Für sein Engagement im erstgenannten Film erhielt er im Juli 2021 den New York Independent Cinema Award in der Kategorie „Best Youth Actor“.
Zu einer Reihe von wiederkehrenden Nebenrollen brachte es Kimmel ab dem Jahr 2021, als er unter anderem in drei Episoden der preisgekrönten Disney+-Serie WandaVision als Commerical Boy in den zur Serie gehörenden Werbespots zu sehen war. Ebenso oft mimte er ein Tusken-Kind in der bereits erwähnten Star-Wars-Verfilmung Das Buch von Boba Fett. In dem von der Filmschaffenden Joey Ally im Jahr 2022 veröffentlichten Polit-Satire-Film The Hater war er in einer jüngeren Version des von Ian Harding dargestellten Charakters zu sehen. Als Ragnar Vizsla war er 2023 an vier Episoden der dritten Staffel der ebenfalls im Star-Wars-Universum angesiedelten Serie The Mandalorian beteiligt. Im gleichen Jahr hatte er auch eine Nebenrolle in Aline Brosh McKennas Romantikfilm Your Place or Mine inne und übernahm zudem die Synchronrolle des Hauptcharakters Greg Heffley in Gregs Tagebuch zu Weihnachten: Keine Panik!. Als Dylan, Sohn des von Chris Evans gemimten Jack O’Malley, spielte er 2024 in der weihnachtlichen Abenteuer-Actionkomödie Red One – Alarmstufe Weihnachten mit.

## Filmografie (Auswahl)
- 2013–2016: Jimmy Kimmel Live! (Talkshow; mind. 7 Episoden)
- 2013: Good Morning America (Nachrichtensendung; 1 Episode)
- 2019: The Rookie (Fernsehserie; 1 Episode)
- 2019: Die Geldwäscherei (The Laundromat)
- 2019–2021: Crank Yankers – Falsch verbunden! (Crank Yankers; Fernsehserie; 2 Episoden (als Synchronsprecher))
- 2020: Good Girls (Fernsehserie; 4 Episoden)
- 2020: Sneakerheads (Fernsehserie; 2 Episoden)
- 2020: The Negotiation (Kurzfilm)
- 2020: Jelly Bean (Kurzfilm)
- 2021: WandaVision (Fernsehserie; 3 Episoden)
- 2021–2022: Das Buch von Boba Fett (The Book of Boba Fett; Fernsehserie; 3 Episoden)
- 2022: The Hater
- 2023: Your Place or Mine
- 2023: The Mandalorian (Fernsehserie; 4 Episoden)
- 2023: Gregs Tagebuch zu Weihnachten: Keine Panik! (Diary of a Wimpy Kid Christmas: Cabin Fever (als Synchronsprecher))
- 2024: Red One – Alarmstufe Weihnachten (Red One)

## Nominierungen und Auszeichnungen (Auswahl)

### Nominierungen
- 2023: Young Artist Award in der Kategorie „Best Performance in a Streaming Series: Supporting Teen Actor“ für seine Leistung in Das Buch von Boba Fett

### Auszeichnungen
- Juli 2021: New York Independent Cinema Award in der Kategorie „Best Youth Actor“ für seine Leistung im Kurzfilm The Negotiation